# Micoureus alstoni
Micoureus alstoni eller Marmosa alstoni är en pungdjursart som först beskrevs av Joel Asaph Allen 1900. Micoureus alstoni ingår i släktet Micoureus och familjen pungråttor. Inga underarter finns listade.
Arten når en kroppslängd (huvud och bål) av 169 till 200 mm, en svanslängd av 195 till 281 mm och en vikt av 60 till 150 g. Bakfötterna är 27 till 33 mm långa och öronen 25 till 32 mm stora. Den långa och ulliga pälsen har på ovansidan en gråbrun färg och buken är täckt av vitaktig päls, ibland med orange skugga. Svansen är nära bålen täckt av päls och sedan följer ett naket mörkbrunt avsnitt. Vid svansens spets är färgen vit. Längden av det mörka och det ljusa avsnittet kan variera.
Pungdjuret förekommer i Centralamerika från Belize till norra Panama. Arten har även ett avskilt utbredningsområde i norra Colombia. Den vistas där i städsegröna skogar och människans trädgårdar. I bergstrakter förekommer arten upp till 1 600 meter över havet. Den livnär sig av insekter och andra ryggradslösa djur samt av frukter.
Vuxna exemplar lever främst ensam eller sällan i mindre grupper. De bygger sina bon av blad bland annan växtlighet. Ibland besöker Micoureus alstoni byggnader. En upphittad hona hade en kull med 11 ungar.